# Zbereże
Zbereże – wieś w Polsce położona w województwie lubelskim, w powiecie włodawskim, w gminie Wola Uhruska.
| SIMC    | Nazwa      | Rodzaj    |
| ------- | ---------- | --------- |
| 0993840 | Myściowyki | część wsi |
| 0993857 | Ośrodek    | część wsi |
| 0993863 | Popówka    | część wsi |

W latach 1933–1947 miejscowość była siedzibą gminy Sobibór. W latach 1975–1998 miejscowość administracyjnie należała do województwa chełmskiego.
Wieś jest sołectwem w gminie Wola Uhruska. Według Narodowego Spisu Powszechnego z roku 2011 wieś liczyła 133 mieszkańców. NSP z roku 2011 pokazał wzrost liczby mieszkańców o 6 osób.
Do 1938 w Zbereżu funkcjonowała cerkiew, wzniesiona w 1908 na miejscu starszej, pounickiej.
Do 2019 w ramach Dni Dobrosąsiedztwa na Bugu budowany był corocznie most pontonowy, umożliwiający komunikację pieszych między dwoma brzegami rzeki. 16 sierpnia 2019 skorzystały z niego 32 tys. osób. Inicjatywa związana była ze staraniami samorządowców o utworzenie stałego przejścia granicznego Zbereże-Adamczuki.
Wierni Kościoła rzymskokatolickiego należą do parafii Ducha Świętego w Woli Uhruskiej.